# Carrie Preston
Carrie Preston (Macon, 21 de junio de 1967) es una actriz de televisión, productora y directora estadounidense. Conocida por interpretar a Arlene Fowler en la serie de fantasía de HBO True Blood (2008–2014) y por dar vida a Elsbeth Tascioni en los dramas legales de CBS y Paramount+, The Good Wife (2010–2016) y The Good Fight (2017–2022), respectivamente y en el drama criminal de CBS Elsbeth (2024–presente). 

## Primeros años
Nació y creció en Macon, Georgia. Su madre era terapeuta y su padre un ingeniero geotécnico. Tiene un hermano, el actor John G. Preston. Preston descubrió su verdadera vocación en las artes escénicas. Comenzó actuar en el teatro de la comunidad a los 8 años y a los 12 años de edad montó su propia compañía teatral con otros niños de la vecindad. Preston más tarde obtuvo una licenciatura de la Universidad de Evansville, seguido de un diploma de la Escuela Juilliard en Nueva York.

## Carrera

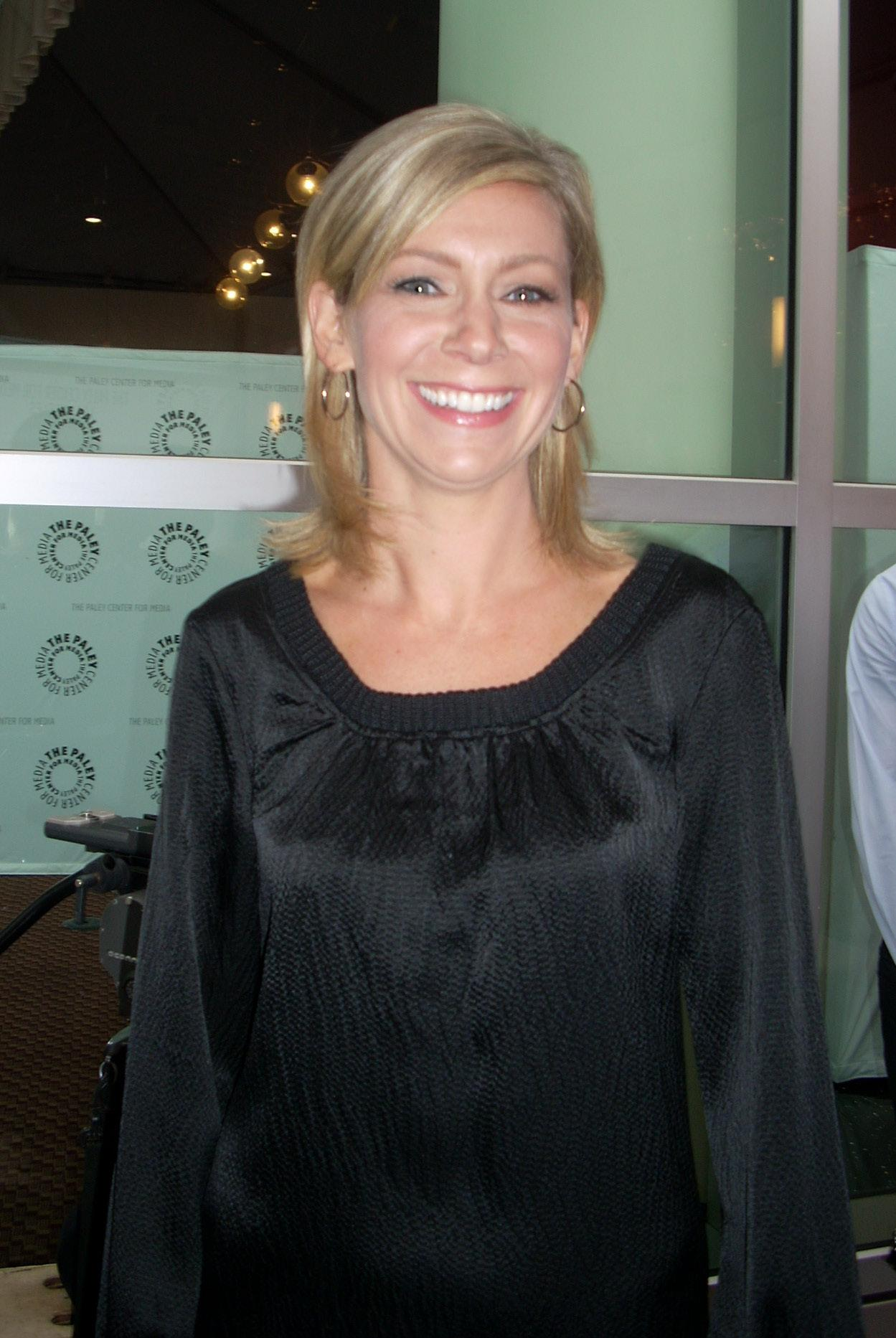
Preston en abril de 2009

Preston ha trabajado con su marido, el actor Michael Emerson, en una serie de proyectos. Emerson obtuvo el papel de Ben Linus en la serie de televisión Lost, y Carrie Preston fue la estrella invitada en el episodio 20 de la temporada 3, El Hombre Detrás de la cortina. Ella interpretó a la madre de Ben en varias escenas de flashback, aunque nunca aparecieron en ninguna escena juntos. Desde 2008, Carrie Preston ha dado vida a Arlene Fowler en True Blood, serie de la cadena HBO.
También apareció en uno de los primeros capítulos de Sexo en Nueva York, lo cual es interesante teniendo en cuenta que el personaje principal, Carrie Bradshaw más tarde se casa con Mr. Big, tomando su apellido y convirtiendo su nombre en Carrie Preston . El 31 de julio de 2010, Carrie Preston y su esposo Michael Emerson interpretan AR Gurney 's Love Letters, que fue nominado al Premio Pulitzer de Drama.
Desde 2010 a 2016, interpretó a Elsbeth Tascioni una excéntrica y brillante abogada en The Good Wife, serie de televisión con 156 episodios. Papel por el que recibió en 2013 el premio Primetime Emmy a l mejor actriz invitada - Serie dramática. El 16 de diciembre de 2016, CBS anunció que Preston retomaría su papel de Elsbeth Tascioni en un papel recurrente en la primera serie derevida, The Good Fight. El 31 de enero de 2023, CBS anunció que había encargado un episodio piloto para una segunda serie derivada, Elsbeth, en la que Preston retomaría su papel, esta vez, como personaje protagonista. Se estrenó el 29 de febrero de 2024.
El 6 de septiembre de 2013, se anunció que Preston firmó para interpretar a un personaje recurrente en la segunda temporada del thriller dirigido por Kevin Bacon, The Following. En 2015, consiguió un papel principal en la breve serie de comedia de NBC Crowded, junto a Patrick Warburton como coprotagonista. Preston originalmente firmó un total de cuatro episodios, pero debido a compromisos en The Good Wife, solo pudo aparecer en un episodio.
En cine,  Preston ha aparecido en varias películas como personaje secundario. Incluyendo varias películas aclamadas por la crítica como Doubt y Duplicity, donde protagonizó junto a estrellas como Meryl Streep, Viola Davis, Clive Owen y Julia Roberts.

## Vida personal
En 1998, contrajo matrimonio con el actor Michael Emerson.

## Filmografía

### Cine
| Año                | Película                     | Papel              | Notas |
| ------------------ | ---------------------------- | ------------------ | ----- |
| 1985               | Just a Friend                | Mint Jennifer      |       |
| 1997               | La boda de mi mejor amigo    | Mandy              |       |
| 1997               | The Journey                  | Laura Singh        |       |
| 1997               | For Richer or Poorer         | Rebecca Yoder      |       |
| 1997               | Norville and Trudy           | Sam                |       |
| 1998               | Al rojo vivo                 | Emily              |       |
| 1999               | Guinevere                    | Patty              |       |
| 1999               | Woman Wanted                 | Monica             |       |
| 2000               | The Legend of Bagger Vance   | Idalyn Greaves     |       |
| 2004               | Straight-Jacket              | Sally              |       |
| 2004               | Las mujeres perfectas        | Barbara            |       |
| 2005               | Transamérica                 | Sydney             |       |
| 2007               | Lovely By Surprise           | Marian             |       |
| 2007               | Towelhead                    | Evelyn Vuoso       |       |
| 2008               | Ready? OK!                   | Andy Dowd          |       |
| 2008               | Vicky Cristina Barcelona     | Sally              |       |
| 2008               | Doubt                        | Christine Hurley   |       |
| 2009               | Duplicity                    | Barbara Bofferd    |       |
| 2009               | That Evening Sun             | Ludie Choat        |       |
| 2010               | Virginia                     | Betty              |       |
| 2010               | A Bag of Hammers             | Lynette Patterson  |       |
| 2011               | Sironia                      | Grace              |       |
| 2013               | Who's Afraid of Vagina Wolf? | Chloe / Angel Tits |       |
| 2013               | Vino Veritas                 | Claire             |       |
| 2013               | Beneath the Harvest Sky      | Kim                |       |
| 2014               | 5 Flights Up                 | Miriam Carswell    |       |
| 2016               | Six LA Love Stories          | Diane Mackey       |       |
| 2017               | To the Bone                  | Susan              |       |
| 2017               | And Then I Go                | Ms. Arnold         |       |
| 2017               | Daisy Winters                | Aunt Margaret      |       |
| 2018               | 30 Miles from Nowhere        | Sylvia             |       |
| 2022               | Space Oddity                 | Jane McAllister    |       |
| 2022               | They/Them                    | Dr. Cora Whistler  | Ref.  |
| 2023               | Los que se quedan            | Lydia Crane        | Ref.  |
| (Fuente: IMDb.com) |                              |                    |       |

| Año  | Trabajo                                               | Notas                  |
| ---- | ----------------------------------------------------- | ---------------------- |
| 2005 | 29 y Gay                                              | Directora y productora |
| 2006 | Pies de barro (cortometraje escrito por David Caudle) | Directora y productora |
| 2008 | Ready? OK!                                            | Productora             |

### Televisión
| Año                | Trabajo                           | Papel                                         | Notas                                                 |
| ------------------ | --------------------------------- | --------------------------------------------- | ----------------------------------------------------- |
| 1998               | Grace and Glorie                  | Charlene Stiles                               | Telefilme                                             |
| 1999               | Sex and the City                  | Madeline Dunn                                 | Episodio: "Baile en la cocina"                        |
| 2001               | Emeril                            | B.D. Benson                                   |                                                       |
| 2004               | Wonderfalls                       | Hermana de Katrina                            | Episodio: "Wound-up Penguin")                         |
| 2003–04, 2006      | Law & Order: Criminal Intent      | Megan Colby / Doreen Whitlock / Lena Copeland | 3 episodios                                           |
| 2005               | Numb3rs                           | Vicky Sites                                   | Episodio de "Bomba sucia"                             |
| 2005               | The Inside                        | Kelly Comack                                  | Episodio de "Pre-Filas"                               |
| 2006               | Arrested Development              | Jan Eaglemam                                  | Episodio: "Falsificándolo"                            |
| 2007               | Lost                              | Emily                                         | Episodio: "El hombre detrás de la cortina"            |
| 2007               | Desperate Housewives              | Lucy                                          | Episodio: "No puedes juzgar un libro por su portada"  |
| 2008–2014          | True Blood                        | Arlene Fowler                                 | Principal                                             |
| 2010–2014          | The Good Wife                     | Elsbeth Tascioni                              | Recurrente                                            |
| 2011               | Law & Order: Special Victims Unit | Bella Zane                                    | Episodio: "Educated Guess"                            |
| 2011               | True Blood: Jessica's Blog        | Arlene Fowler                                 | Episodio: "The Ethics of Glamouring"                  |
| 2012–2016          | Person of Interest                | Grace Hendricks                               | Recurrente                                            |
| 2014               | The Following                     | Judy                                          | 3 episodios                                           |
| 2014               | Getting On                        | Denya Thorp                                   | Episodio: "The 7th Annual Christmas Card Competition" |
| 2014               | Recorded Lives                    | Risa                                          | Protagonista                                          |
| 2015               | Happyish                          | Debbie                                        | Protagonista                                          |
| 2016               | Crowded                           | Martina Moore                                 | Protagonista                                          |
| 2016               | Grace & Frankie                   | Krystle                                       | Episodio: "La Despedida"                              |
| 2017–2022          | The Good Fight                    | Elsbeth Tascioni                              | 5 episodios                                           |
| 2017–2022          | Claws                             | Polly Marks                                   | Protagonista                                          |
| 2018               | Brockmire                         | Elle                                          | Recurrente                                            |
| 2021               | Dr. Death                         | Robbie McClung                                | 2 episodios                                           |
| 2024–presente      | Elsbeth                           | Elsbeth Tascioni                              | Protagonista                                          |
| (Fuente: IMDb.com) |                                   |                                               |                                                       |

| Año     | Trabajo        | Notas                                                    |
| ------- | -------------- | -------------------------------------------------------- |
| 2019–21 | Claws          | "What is Happening in America" "Chapter Three: Ambition" |
| 2021–22 | The Good Fight | "And the Fight Had Détente" "The End of Democracy"       |
| 2023    | Your Honor     | "Part Seventeen" "Part Eighteen"                         |

### Teatro
- La tempestad (como Miranda), Broadway, 1995.
- Antonio y Cleopatra (como Octavius Caesar), Teatro Joseph Papp Public, 1997.
- La isla de la libertad (como Polly), Playwrights Horizons, 1998.
- Straight Jacket (como Sally), Playhouse 91, 2000.
- She Stoops to Conquer (como Kate Hardcastle), Center Stage, 2000.
- ¿Quién teme a Virginia Woolf? (como Honey), Teatro Guthrie, 2001.
- Chaucer in Rome (como Sarah), Teatro Mitzi E. Newhouse, 2001.
- Chicos y chicas (como Shelly), Duke on 42nd Street, 2002.
- No Foreigners Beyond This Point (como Paula Wheaton), Center Stage, 2002.
- The Rivals (como Ophelia), Teatro McCarter, Princeton, New Jersey, 2005.
- Cycling Past the Matterhorn (como Amy), Teatro Clurman, 2005.
- Festen (como Mette), Teatro Music Box Broadway, 2006.
- Esther Demsac (como la niñera), Teatro NY Workshop's 4th Street, 2008.
- Likeness, (307 W. 38th Street), 2008.
- Love Letters (como Melissa Gardner), Charleston Stage, 2010.